# Craterogale simus
La craterogale (Craterogale simus) è un mammifero carnivoro estinto, appartenente ai mustelidi. Visse nel Miocene inferiore - medio (circa 20 - 15 milioni di anni fa) e i suoi resti fossili sono stati ritrovati in Nordamerica. 

## Descrizione
Questo animale doveva forse essere vagamente simile a un tasso, sia come aspetto che come dimensioni. Il cranio era corto e largo, con apofisi postorbitali ben sviluppate e due creste temporali distinte. Le bolle timpaniche erano saldate strettamente alle parti adiacenti della base cranica; il meato uditivo esterno era molto corto. In generale, i diversi fori cranici erano disposti in modo molto simile a quelli degli altri mustelidi. I denti erano relativamente piccoli se rapportati all'aspetto generale del cranio, piuttosto massiccio. I carnassiali superiori erano dotati di un parastilo ridotto, con un denticolo interno posto molto in avanti, come nei generi attuali Mustela e Martes. I molari avevano un parastilo ben sviluppato e un protocono più sviluppato dell'ipocono. La porzione linguale dei molari era meno sviluppata rispetto a quella presente nei tassi e nelle lontre attuali. 

## Classificazione
Craterogale è un mustelide probabilmente imparentato con il ben noto Leptarctus del Nordamerica e dell'Asia e con l'europeo Trocharion; queste forme sono raggruppate nella sottofamiglia Leptarctinae, che presenta alcune convergenze con i procionidi, soprattutto nella dentatura. 
Craterogale simus venne descritto per la prima volta nel 1936 da Gazin, sulla base di resti fossili ritrovati in Nebraska, nella Contea di Dawes (formazione di Runningwater). Altri fossili appartenenti a una specie affine (Craterogale cf. simus) sono stati ritrovati in Florida, nella Contea di Dixie (Baskin, 2017). 